# ریچارد اسمالی
ریچارد ارت اسمالی (به انگلیسی: Richard Errett Smalley) (زاده ۶ ژوئن ۱۹۴۳ – درگذشته ۲۸ اکتبر، ۲۰۰۵) شیمی‌دان آمریکایی بود که در سال ۱۹۹۶ به همراه روبرت کرل و هارولد کروتو
«برای کشف فولرنها»
جایزه نوبل شیمی به او اعطا شد.
کشف فولرن‌ها در سال ۱۹۸۵ میلادی و هنگام شبیه‌سازی واکنش‌ها در اتمسفر ستاره‌های قرمز رخ داد. آن‌ها اتم‌های کربن را با کمک تابش لیزر در محفظه‌ای از هلیم تبخیر کردند و در میان باقی‌مانده کربن توانستند مولکول‌هایی را شناسایی کنند که فقط از ۶۰ و ۷۰ اتم کربن تشکیل شده بودند.
او استاد شیمی و استاد فیزیک و نجوم دانشگاه رایس در هوستون، تگزاس بود. پژوهش‌های بعدی اسمالی در مرکز علم و فناوری ابعاد نانو در دانشگاه رایس در شکل‌گیری شاخه‌ای از علم شیمی به نام نانوشیمی تأثیر بسیار داشت.